# Philipp Hoyoll
Philipp Hoyoll (ur. 1816 we Wrocławiu, zm. przed 1876) – niemiecki malarz.
W latach 1833–1839 studiował w Düsseldorfie. Wystawiał swe prace w Berlinie w latach 1836, 1839, 1842 i 1846. W latach 1843–1844 przebywał w Poznaniu, mieszkając przy ul. Ogrodowej 285. Miał tu wystawy (m.in. w Bazarze) w latach 1839, 1841, 1845 i 1847. Namalował m.in. portret Ryszarda Berwińskiego (zaginiony, znany z reprodukcji) i obraz Zburzenie kramu piekarskiego, inspirowany rozruchami głodowymi z 1847. W okresie Wiosny Ludów korespondował z Wojciechem Lipskim, stojąc zdecydowanie po stronie polskiej i wypowiadając się przeciwko poznańskim Niemcom. Przekazywał do Berlina pisma i sprawozdania Komitetu Narodowego. 
Jest uważany za przedstawiciela społecznie krytycznego malarstwa gatunkowego i realizmu. 